# آدور گوچی
آدور گوچی (انگلیسی: Ador Gjuci؛ زادهٔ ۲۹ ژانویهٔ ۱۹۹۸) بازیکن فوتبال اهل آلبانی است.
از باشگاه‌هایی که در آن بازی کرده‌است می‌توان به باشگاه فوتبال رجینا و باشگاه فوتبال تورینو اشاره کرد.
وی همچنین در تیم ملی فوتبال Albania U19 بازی کرده‌است.